# Pierre d'Orléans (1845-1919)
Pour les articles homonymes, voir Pierre d'Orléans.
Signature
Pierre Philippe Jean Marie d'Orléans, duc de Penthièvre, né le 4 novembre 1845 au château de Saint-Cloud, et mort le 17 juillet 1919 à Paris est un officier de marine et un voyageur français. Il était membre de la maison d’Orléans, petit-fils du roi des Français Louis-Philippe Ier.

## Famille
Le prince Pierre est le fils de François d'Orléans (1818-1900), prince de Joinville, et de son épouse, la princesse Françoise du Brésil (1824-1898).
Par son père, il est donc le petit-fils du roi des Français Louis-Philippe Ier (1773-1850) tandis que, par sa mère, il descend de l’empereur Pierre Ier du Brésil (1798-1834), dont il porte le prénom.
Le prince Pierre a une sœur, Françoise, dont descendent les prétendants orléanistes au trône de France après 1926.
Sans alliance, le prince Pierre a toutefois deux enfants d’une femme mariée nommée Angélique Lebesgue (1852-1883) : 
- Jeanne Lebesgue (1879-1938 ou 1971 ?), qui épouse en 1903 le marquis Jean de Gouy d’Arsy, fils du comte Antonin de Gouy d’Arsy et de Wilhelmine « Mina » de Löwenthal ;
- Pierre Lebesgue (1881-1962), qui s’unit en 1941 à l'artiste dramatique Yvonne Patrigeon dite Yvonne Maëlec (1881-1971). Sans descendance.

## Biographie

### De la France à l’exil
Né au château de Saint-Cloud en 1845, le prince Pierre est chassé de France avec sa famille lorsqu’éclate la Révolution de février 1848, qui renverse son grand-père, le roi Louis-Philippe Ier.
Réfugié en Angleterre avec la majorité des autres membres de la Maison d’Orléans, le duc de Penthièvre y passe une enfance heureuse, en dépit de la mélancolie et des incertitudes de l’exil. Entouré par une famille aimante et surtout d’un père qui supervise avec bienveillance la formation de sa progéniture, l’enfant reçoit une éducation soignée, aux côtés de ses nombreux cousins et cousines.
D’abord confiés aux soins de précepteurs, le duc de Penthièvre et ses cousins, le prince de Condé et le duc d’Alençon, partent ainsi en Écosse, en 1859, afin d’y poursuivre leurs études à la Old Royal High School, prestigieux lycée catholique d'Édimbourg.

### Prince du Brésil?
Au début des années 1860, l’empereur Pierre II du Brésil, qui n’a pas d’héritier mâle, cherche à marier ses filles, les princesses Isabelle et Léopoldine, afin d’assurer sa succession. Tournant son regard vers sa parentèle européenne, le monarque latino-américain demande à sa sœur, la princesse Françoise, et à l'époux de celle-ci de lui conseiller deux jeunes princes qui pourraient épouser ses filles. Les Joinville s’exécutent et, parmi tous les noms qu’ils proposent à l’empereur, celui-ci choisit d’abord le duc de Penthièvre et le comte Philippe de Flandre comme maris éventuels. Pour le souverain, les deux jeunes gens offrent en effet l’intérêt d’appartenir à des dynasties de réputation libérale. Surtout, Pierre a l’avantage d’être à moitié brésilien par sa mère et d’avoir donc lui-même des liens avec la couronne impériale,.
Cependant, le prince Pierre désire plus que tout embrasser une carrière dans la marine et il décline donc la proposition de son oncle. Quant au comte de Flandre, il refuse de quitter l’Europe pour s’installer en Amérique. C’est donc finalement deux autres parents des jeunes gens, les princes Gaston d’Orléans et Auguste de Saxe-Cobourg-Kohary, que Pierre II choisit comme gendres,.

### Aux États-Unis
Désireux de suivre la voie ouverte par son père dans la marine française, le duc de Penthièvre fait connaître à sa famille sa volonté de servir sur les mers. Malgré le jeune âge de son fils, qui n’a alors que seize ans, le prince de Joinville se lance à la recherche d’une académie militaire qui accepterait de le recevoir comme élève-officier. Finalement, grâce à l’intervention du président américain James Buchanan, Pierre est autorisé à suivre les cours de l’Académie navale d'Annapolis.
Arrivé aux États-Unis avec son père et deux de ses cousins, le comte de Paris et le duc de Chartres, le duc de Penthièvre intègre l’Académie navale le 15 octobre 1861. Toutefois, la Guerre de Sécession venant d'éclater, la rentrée du prince ne s'effectue pas à Annapolis, comme c'était à l'origine prévu, mais à Newport, dans le Rhode Island,.
Une fois diplômé, le duc de Penthièvre sert dans la corvette John Adams, qui mouille au large de Charleston. Contrairement à son père et à ses cousins, qui quittent l’Amérique dès le 7 juillet 1862, Pierre reste aux États-Unis jusqu’en 1864. Devenu lieutenant de vaisseau, il quitte d’ailleurs ses fonctions à regret, à cause du refroidissement des relations franco-américaines lié à l’expédition organisée par le Second Empire au Mexique.

### Maladie et séquelles
Avant de quitter la marine américaine, le prince navigue dans le Golfe du Mexique, où il contracte le paludisme. Gravement atteint par la maladie, il est traité avec de lourdes doses de quinine, qui permettent finalement de le sauver mais provoquent chez lui une surdité irréversible,.
Désormais infirme, le prince se montre de plus en plus mélancolique. De retour en Europe, il se renferme dans l’étude, qui devient sa seule vraie passion. Il s’intéresse ainsi à la chimie, à la botanique, à l’astronomie et à la mécanique.

### Voyages
Les portes de la France étant toujours fermées aux Orléans par la loi d'exil du 26 mai 1848, le duc de Penthièvre obtient, par l’entremise de son père, de pouvoir embarquer durant deux ans sur le Bartolomeu Dias, un navire portugais en mission dans le Pacifique. Le prince sert alors comme officier des montres.
Par la suite, le prince Pierre effectue différents voyages à travers le globe. Avec son ami le comte Ludovic de Beauvoir, il se lance ainsi dans un tour du monde sur un navire de commerce qui dure de 1865 à 1867 et qui le conduit en Australie, à Java, au Siam, en Chine, au Japon et en Californie. Puis, il réalise d’autres voyages qui l’amènent dans différentes contrées lointaines.

### Retour en France
Avec la chute du Second Empire en 1870, le prince Pierre peut enfin rentrer en France et y intégrer la marine. Nommé lieutenant de vaisseau, il sert alors sur L’Océan, sous les ordres de l’amiral Renault.
Sur un plan personnel, le prince noue une relation amoureuse avec une jeune femme mariée nommée Angélique Lebesgue. Avec elle, il a deux enfants naturels, qu’il élève dans ses résidences successives de l’avenue d'Antin et du boulevard Haussmann. Malgré le scandale que provoque cette relation, le prince reste proche de sa famille et fréquente régulièrement la demeure de sa sœur, la duchesse de Chatres .
Féru de chasse, il se rend par ailleurs régulièrement sur les domaines que lui et sa famille possèdent à Arc-en-Barrois.

### Dernières années
En 1886, une nouvelle loi touchant les membres des familles ayant régné en France oblige le duc de Penthièvre à quitter définitivement la marine.
Malgré le rejet de son pays, le prince Pierre met à disposition de l’armée française son château d'Arc-en-Barrois durant toute la durée de la Première Guerre mondiale, afin qu’il soit transformé en hôpital militaire pour les blessés de Verdun et de l’Argonne.
Le duc de Penthièvre s’éteint en 1919. Il est inhumé à la chapelle royale de Dreux.